# 동해휴게소
동해휴게소(東海休憩所, Donghae Service Area)는 강원특별자치도 동해시 망상동에 위치한 동해고속도로의 고속도로 휴게소이다. 속초 방향에서만 이용할 수 있다.

## 시설
- 화장실
- 식당
- 매점
- 수유실
- 브랜드매장 : 드롭탑
- 정유소 : 알뜰주유소
- 수소충전소
- 현금 자동 입출금기

## 전후
| 다음 지점     | ← | 현재 지점  | ← | 이전 지점   |
| ------------- | - | ---------- | - | ----------- |
| 망상 나들목   | ← | 동해휴게소 | ← | 옥계 나들목 |
| 고속도로 기점 | ← | 동해휴게소 | ← | 옥계휴게소  |